# Dibenzoazepina
Dibenzoazepina, iminostilben – trójpierścieniowy heterocykliczny organiczny związek chemiczny zbudowany z pierścienia azepiny i dwóch pierścieni benzenowych. Może być traktowana jako pochodna stilbenu, z dodatkowym mostkiem tworzonym przez atom azotu (iminostilben). Jej szkielet występuje w niektórych trójcyklicznych lekach przeciwdepresyjnych, np. w imipraminie, dezypraminie, klomipraminie i trimipraminie.